# Аслаєво (Учалинський район)
Асла́єво (рос. Аслаево, башк. Аһылай) — присілок у складі Учалинського району Башкортостану, Росія. Входить до складу Міндяцької сільської ради.
Станом на 2002 рік присілок відносився до складу ліквідованої Озерної сільської ради.
Населення — 39 осіб (2010; 56 в 2002).
Національний склад:
- башкири — 98%